# Nagycenk
Nagycenk (alemán: Großzinkendorf) es un pueblo mayor húngaro perteneciente al distrito de Sopron en el condado de Győr-Moson-Sopron, con una población en 2013 de 1945 habitantes.
Se ubica unos 10 km al sureste de la capital distrital Sopron, en el cruce de la carretera 84 que lleva al lago Balatón con la carretera 85 que lleva a Csorna. La localidad es fronteriza con Austria y se halla muy cerca de la localidad austriaca de Deutschkreutz.

## Historia
Se conoce la existencia de la localidad desde 1291, cuando se menciona en un documento como Zenk. El prefijo Nagy- se añadió para distinguir al pueblo de una aldea vecina llamada Kiscenk, con la cual se fusionó en 1893. Ambas aldeas estuvieron en manos de varias familias nobles hasta que en 1570 pasaron a pertenecer a los Nádasdy. Los asentamientos originales fueron destruidos por los enfrentamientos militares entre turcos, alemanes y valones en 1590 y más tarde por las campañas de Gabriel Bethlen. En 1671, el señor feudal Nádasdy Ferenc fue ejecutado por conspirar contra la Corona y las tierras fueron confiscadas, tras lo cual con el paso del tiempo acabaron en manos de la familia Széchenyi. La localidad se desarrolló como poblado ferroviario a partir de 1865, cuando se construyó una estación en la línea entre Wiener Neustadt y Nagykanizsa.

## Patrimonio
Los principales monumentos de la localidad son la mansión Széchenyi, conocida por haber sido lugar de residencia de Esteban Széchenyi, y la iglesia construida a mediados del siglo XIX bajo la dirección de Miklós Ybl.